# Videonola
Videonola è un'emittente locale della città metropolitana di Napoli a carattere generalista.

## Storia
Fondata a Nola (NA) nel 1983 da Giuseppina Alba Pandico, fino al 2009 si è concentrata solo sul proprio bacino d'utenza originario, ovvero l'agro-nolano ed il versante settentrionale dell'area vesuviana. Videonola ha da sempre prestato grande attenzione alla propria comunità, con lo scopo di promuovere le attività culturali della zona e valori dell'identità civile, in particolare riprendendo e trasmettendo, fin dal 1984, la Festa dei Gigli in onore del co-patrono di Nola San Paolino.
A seguito del passaggio della Campania al digitale terrestre effettuato nel dicembre 2009, Videonola ottiene dal Ministero delle comunicazioni i diritti d'uso, per l'intera regione Campania sulla frequenza UHF 45, radicandosi a Napoli e nella provincia di Salerno.
Nel 2011, grazie alle nuove tecniche di trasmissione via etere in digitale, Videonola lancia un nuovo canale tematico dedicato alla millenaria Festa dei Gigli, Gigli Tv, posizionata sull'LCN 623, potenziando così il suo impegno nella valorizzazione e nella promozione delle Macchine da Festa che sfilano ogni giugno nella città natale dell'emittente.